# Radio in store
Il termine Radio In-Store è utilizzato per indicare un mezzo di comunicazione di massa audio diffuso nei centri commerciali o reti di vendita attraverso un palinsesto che unisce intrattenimento e pubblicità.

## Caratteristiche
Una radio in store ha diverse funzioni: accompagnare la clientela durante la permanenza all'interno del punto vendita, intrattenere lo staff durante l'arco della giornata lavorativa, informare i frequentatori dell'insegna sia dei prodotti già esistenti o nuovi, in vendita o in promozione.
Il termine "Radio in-store" è stato considerato un termine generico dall'Ufficio Europeo della Proprietà Intellettuale, quindi non registrabile né oggetto di possibile monopolio secondo la legislazione marchi. 
I palinsesti musicali delle radio in-store si compongono di musica, comunicati, spot e jingle dedicati esclusivamente alla catena o all'esercizio commerciale all'interno del quale vengono diffuse. Per questo motivo la fruizione di una radio in-store non è pensata per avvenire in locali che non siano gli spazi commerciali o spazi ad essi direttamente connessi (es. uffici).
Nel caso in cui un marchio voglia creare una propria radio personalizzata, fruibile anche al di fuori dei propri locali commerciali (ad esempio tramite un'app dedicata o su un sito) si parla più precisamente di "brand radio".